# Trinfunktion
En trinfunktion er en diskontinuert funktion givet ved:
{\displaystyle {\begin{matrix}f(x)=\alpha _{1}f_{1}(x)+\ldots +\alpha _{n}f_{n}(x)\\\alpha _{i}\in \mathbb {R} \\f_{i}(x)=\left\{{\begin{matrix}1&x\in [a_{i},b_{i}[\\0&{\textrm {ellers}}\end{matrix}}\right.\\i=1\ldots n\end{matrix}}}
Heaviside trinfunktionen er et særtilfælde af trinfunktionen.
| Matematik | Spire Denne artikel om matematik er en spire som bør udbygges. Du er velkommen til at hjælpe Wikipedia ved at udvide den. |